# Budzyń (Biłgoraj)
Pour les articles homonymes, voir Budzyń.
Budzyń (prononciation : [ˈbud͡zɨɲ]) est un village polonais de la gmina de Księżpol dans le powiat de Biłgoraj de la voïvodie de Lublin dans l'est de la Pologne.
Il se situe à environ 7 kilomètres à l'est de Księżpol (siège de la gmina), 18 kilomètres au sud-est de Biłgoraj (siège du powiat) et 95 kilomètres au sud de Lublin (capitale de la voïvodie).
Le village compte approximativement une population de 109 habitants en 2008.

## Histoire
De 1975 à 1998, le village est attaché administrativement à la voïvodie de Zamość.

Depuis 1999, il fait partie de la voïvodie de Lublin.